# (6563) Steinheim
(6563) Steinheim ist ein Asteroid des Hauptgürtels, der am 11. Dezember 1991 vom deutschen Astronomen Freimut Börngen am Thüringer Landessternwarte Tautenburg (IAU-Code 033) in Thüringen entdeckt wurde.
Der Asteroid wurde nach dem Steinheimer Becken benannt, einem vor etwa 14–15 Millionen Jahren durch einen Meteoriteneinschlag entstandenen Impaktkrater bei Steinheim am Albuch im baden-württembergischen Landkreis Heidenheim, wohl zeitgleich mit dem rund 40 Kilometer weiter nordöstlich gelegenen Nördlinger Ries im so genannten Ries-Ereignis.